# Cruz Verde, Coyutla
Cruz Verde är en ort i Mexiko.   Den ligger i kommunen Coyutla och delstaten Veracruz, i den sydöstra delen av landet, 180 km nordost om huvudstaden Mexico City. Cruz Verde ligger 432 meter över havet och antalet invånare är 617.
Terrängen runt Cruz Verde är kuperad åt sydväst, men åt nordost är den platt. Runt Cruz Verde är det tätbefolkat, med 266 invånare per kvadratkilometer. Närmaste större samhälle är Coyutla, 4,6 km söder om Cruz Verde. Omgivningarna runt Cruz Verde är en mosaik av jordbruksmark och naturlig växtlighet.